# São Paulo Crystal Futebol Clube
El São Paulo Crystal Futebol Clube es un equipo de fútbol de Brasil que juega en el Campeonato Brasileño de Serie D, la cuarta división nacional; y en el Campeonato Paraibano, la primera división del Estado de Paraíba.

## Historia
Fue fundado el 10 de febrero de 2008 en el municipio de Lucena del estado de Paraíba con el nombre Lucena Sport Clube por un grupo de deportistas liderado por Severino da Costa Ramos. En 2014 se convierte en un equipo profesional y juega en la segunda división estatal, la cual gana en su primera temporada y logra el ascenso al Campeonato Paraibano, pero desciende tras una temporada.
En 2017 pasa a tener su nombre actual por razones de patrocinio luego de que fuera vendido y se muda al municipio de Cruz do Espírito Santo, así como sus colores, ya que pasó de usar azul a amarillo a pasar a rojo, negro y blanco. El nuevo nombre del club es por homenaje a los equipos São Paulo FC de Brasil y Crystal Palace de Inglaterra.
En 2019 regresa al Campeonato Paraibano, y en la temporada 2021 finaliza en cuarto lugar, obteniendo la clasificación al Campeonato Brasileño de Serie D por primera vez en su historia.

## Palmarés
- Campeonato Paraibano Serie B: 2

2014, 2019